# Cerodontha darjeelingensis
Cerodontha darjeelingensis este o specie de muște din genul Cerodontha, familia Agromyzidae, descrisă de Singh și Ipe în anul 1973. Conform Catalogue of Life specia Cerodontha darjeelingensis nu are subspecii cunoscute.